# Terrorisme in Nederland
Terrorisme in Nederland heeft tussen 1950 en 2009 tot ongeveer 70 aanslagen met 30 doden geleid, zowel onder gegijzelde burgers (treinkapingen) als onder politie- en douanemensen (4) en hooggeplaatste functionarissen (de Britse ambassadeur, 1979).
Bovendien kwamen er in Nederland ongeveer 8 daders om het leven. Er werden ongeveer 400 mensen gegijzeld (in twee treinen, een basisschool, een provinciehuis en ettelijke ambassades), de kapingen van Nederlandse vliegtuigen niet meegerekend. De meeste dodelijke acties vonden plaats in de jaren 1970.

## Geschiedenis
Na de Tweede Wereldoorlog waren de acties van Molukkers in Nederland het heftigst, die in de jaren zeventig zes slachtoffers eisten (of twaalf met inbegrip van de gijzelnemers).
In de jaren tachtig en daarna waren er regelmatig acties met zelfs dodelijke afloop van andere groepen, gemiddeld ongeveer twee per jaar. Tussen 1990 (toen bij een aanslag door de IRA in Roermond twee Australische toeristen om het leven kwamen) en 2004 (toen Theo van Gogh vermoord werd door een moslimfundamentalist) vielen er in Nederland geen doden bij terroristische aanslagen.
In 2006 trad er een speciale antiterreurwet in werking, die ook voorbereidingen voor terrorisme strafbaar stelde. Sinds 1 januari 2005 geldt er in Nederland een identificatieplicht, die mede door (de angst voor) terrorisme mogelijk werd.
Grote aanslagen zoals de aanslagen op 11 september 2001 in de Verenigde Staten of de aanslagen op 11 maart 2004 in Spanje deden zich in Nederland niet voor.
Naar aanleiding van de aanslagen in de Verenigde Staten en Spanje nam het kabinet verschillende maatregelen. De maatregelen hebben betrekking op de organisatie van de beveiliging, de bevoegdheden van de opsporingsdiensten en de strafrechtelijke vervolging van mogelijke verdachten. In april 2004 werd de Nationaal Coördinator Terrorismebestrijding (NCTb) geïntroduceerd, vanaf oktober 2012 de Nationaal Coördinator Terrorismebestrijding en Veiligheid (NCTV), geheten. Sinds 16 juni 2005 is het Alerteringssysteem Terrorismebestrijding (ATb) operationeel, een systeem dat is bedoeld om in geval van nood of dreiging alle benodigde personen en diensten te kunnen waarschuwen.
Met de moord op Theo van Gogh op 2 november 2004 kreeg Nederland voor het eerst sinds 1990 zelf te maken met een dodelijke terroristische aanslag. Naast de massale blijken van afschuw en verontwaardiging over de moord, leidde deze door de 'gewelddadige jihad' geïnspireerde daad ook tot angst voor een verscherping van de binnenlandse verhoudingen. Na de aanslag op een islamitische basisschool in Eindhoven in de nacht van 7 op 8 november 2004 riep minister-president Balkenende op tot een dialoog om het 'klimaat van radicalisering' te doorbreken. De strijd tegen het terrorisme is gericht tegen extremisme en tegen het gebruik van geweld. (…) 'Het overgrote deel van de islamitische gemeenschap wil gewoon vreedzaam en respectvol met anderen omgaan in Nederland. Degenen die zich bedienen van extremistische uitingen of hun uitvlucht zoeken in geweld, zijn niet representatief voor de hele groep', aldus Balkenende.

## Wetgeving
Er is een aantal speciale wettelijke bepalingen over terrorisme.
De Wet van 24 juni 2004 tot wijziging en aanvulling van het Wetboek van Strafrecht en enige andere wetten in verband met terroristische misdrijven (Wet terroristische misdrijven), die een uitvloeisel is van het Kaderbesluit inzake terrorismebestrijding van 13 juni 2002, is met ingang van 10 augustus 2004 een specifieke strafbaarstelling ingevoerd van deelneming aan en het oprichten en leiden van een terroristische organisatie (artikel 140a van het Wetboek van Strafrecht (Sr)).
Onder terroristische organisatie wordt een organisatie verstaan die tot oogmerk heeft het plegen van terroristische misdrijven. Onder terroristisch misdrijf wordt verstaan elk van een aantal in de wet genoemde misdrijven, indien het misdrijf is begaan met een terroristisch oogmerk, en sowieso elk van een aantal andere in de wet genoemde misdrijven. Onder terroristisch oogmerk wordt verstaan het oogmerk om de bevolking of een deel der bevolking van een land ernstige vrees aan te jagen, dan wel een overheid of internationale organisatie wederrechtelijk te dwingen iets te doen, niet te doen of te dulden, dan wel de fundamentele politieke, constitutionele, economische of sociale structuren van een land of een internationale organisatie ernstig te ontwrichten of te vernietigen.
Er is de Wet van 20 november 2006 tot wijziging van het Wetboek van Strafvordering, het Wetboek van Strafrecht en enige andere wetten ter verruiming van de mogelijkheden tot opsporing en vervolging van terroristische misdrijven.
Er is de Wet van 12 juni 2009 tot wijziging van het Wetboek van Strafrecht, Wetboek van Strafvordering en enkele aanverwante wetten in verband met de strafbaarstelling van het deelnemen en meewerken aan training voor terrorisme, uitbreiding van de mogelijkheden tot ontzetting uit het beroep als bijkomende straf en enkele andere wijzigingen, met onder meer het nieuwe artikel 134a Sr. Dit stelt ook strafbaar het verwerven van kennis (bijvoorbeeld op internet) tot het plegen van een terroristisch misdrijf. De regering lichtte daarbij toe dat bijvoorbeeld het aanhangen van het salafistisch gedachtegoed of het koesteren van een fascinatie voor terroristisch geweld op zichzelf niet strafbaar is. Strafrechtelijke aansprakelijkheid komt pas in beeld als de fascinatie voor terroristisch geweld zich ontwikkelt tot een concreet voornemen om een terroristisch misdrijf te plegen, terwijl betrokkene daarvoor nog specifieke kennis en vaardigheden moet en wil opdoen. Het terroristisch oogmerk behoeft nog niet volledig uitgekristalliseerd te zijn. Voor strafbaarheid is voldoende dat de contouren van het voor te bereiden misdrijf zichtbaar zijn.
Er is de Rijkswet van 5 maart 2016 tot wijziging van de Rijkswet op het Nederlanderschap ter verruiming van de mogelijkheden voor het ontnemen van het Nederlanderschap bij terroristische misdrijven.
Aanhangig in de Eerste Kamer is het wetsvoorstel Tijdelijke regels inzake het opleggen van vrijheidsbeperkende maatregelen aan personen die een gevaar vormen voor de nationale veiligheid of die voornemens zijn zich aan te sluiten bij terroristische strijdgroepen en inzake het weigeren en intrekken van beschikkingen bij ernstig gevaar voor gebruik ervan voor terroristische activiteiten (Tijdelijke wet bestuurlijke maatregelen terrorismebestrijding).
Er is een concept van het wetsvoorstel Wijziging van het Wetboek van Strafrecht, het Wetboek van Strafvordering en enkele andere wetten tot versterking van de strafrechtelijke en de strafvorderlijke maatregelen om terrorisme te bestrijden (versterking strafrechtelijke aanpak terrorisme). Met gevangenisstraf van ten hoogste twee jaren of geldboete van de vierde categorie wordt volgens dit concept gestraft de Nederlander of inwoner van Nederland die, zonder toestemming van de minister uit hoofde van een rechtens te respecteren belang, opzettelijk verblijft in een gebied dat bij algemene maatregel van bestuur is aangewezen als een onder controle van een terroristische organisatie staand gebied.

## Groeperingen
De Molukse acties vonden plaats tussen 1970 en 1979 vanwege onvrede onder jonge tweede en derde generatie Molukkers om door Nederland verbroken politieke beloften. Zij veroorzaakten negen dodelijke slachtoffers, terwijl acht van hen bij acties omkwamen. Ook waren ze verantwoordelijk voor meerdere gijzelingsacties. Hierbij waren tweemaal een trein (eerst bij Wijster en daarna bij De Punt), de lagere school in Bovensmilde en enkele overheidsgebouwen (het provinciehuis in Assen en de Indonesische ambassade te Wassenaar) betrokken. In totaal werden circa 350 mensen gegijzeld. Een poging koningin Juliana te gijzelen mislukte.
Bij de twee kapingen van Nederlandse vliegtuigen in de jaren 1970 ging het vrijwel uitsluitend om Palestijnen, die dit middel in die tijd veel gebruikten. Zij maakten in deze gevallen geen dodelijke slachtoffers of gewonden.
Ook de IRA pleegde aanslagen in Nederland en doodde daarbij de Britse ambassadeur en zijn bediende in 1979 en drie Britse militairen in 1988.
De Rote Armee Fraktion doodde bij haar acties in Nederland een politieagent in 1977 in stad Utrecht en twee douanebeambten in 1978 bij een schietincident in Kerkrade.
Andere actieve politieke groeperingen waren of zijn:
- Rode Jeugd, Nederlandse maoïstische beweging
- Japanse Rode Leger, extreem linkse beweging
- ETA, Baskische vrijheidsbeweging
- RaRa, Nederlandse autonomengroepering
- Koerden, met aanslagen tegen hooggeplaatste Turken
- Armeniërs, die de moord op de zoon van de Turkse ambassadeur (1979, Den Haag) opeisten
- Dierenbevrijdingsfront, met aanslagen tegen dierenfokkers of aanverwante
- Militant autonomenfront, met bomaanslagen tegen overheidsinstanties

## Overzicht van terroristische acties in Nederland
Hieronder volgt een opsomming van acties in Nederland die voldoen aan een van de definities van terrorisme of door gezaghebbende bronnen als terroristisch aangeduid worden.

### Acties in de Tweede Wereldoorlog
Tijdens de Duitse bezetting van Nederland werden aanslagen gepleegd door zowel (de sympathisanten van) de bezettende Duitse macht als door het verzet. Tot 1941 trachtte de Duitse macht legaal te opereren en werden ongewenste daden via gerechtelijke procedures aangepakt. Vanaf ongeveer 1943, na de april-meistakingen, nam het verzet toe en lieten de Duitsers vrijwel alle juridische dekmantels vallen en gingen vrij snel over tot standrechtelijke executies en represailles.

### Molukse acties
- 31 augustus 1970: drieëndertig Zuid-Molukse jongeren proberen de Indonesische ambassadeur te gijzelen. Bij hun bezetting van de ambassadeurswoning in Wassenaar wordt hoofdagent Hans Moolenaar doodgeschoten.[1][2]
- 25 april 1974: een nieuwe poging van Molukse jongeren om de ambassadeur van Indonesië te gijzelen mislukt doordat de ambassadeur niet thuis is.
- 4 maart 1975: de politie verijdelt een gijzeling van koningin Juliana door ruim 40 Zuid-Molukse jongeren.
- 2-14 december 1975: treinkaping bij Wijster. Bij het Drentse dorp Wijster kapen in 1975 zeven Zuid-Molukse jongeren de intercitytrein (60 passagiers) van Groningen naar Amsterdam. Bij de kaping wordt machinist Hans Braam doodgeschoten en worden passagiers Bert Bierling en Leo Bulter (een soldaat) geëxecuteerd. Na represailles op de Molukken geven de daders zich over.
- 4-19 december 1975: Zuid-Molukkers bezetten het Indonesisch consulaat in Amsterdam. Bij de gijzelingsactie valt één dode; een man die van 10 meter hoogte uit het raam springt. Op 19 december geven de gijzelnemers zich over.
- 23 mei 1977: treinkaping bij De Punt en gijzeling in de lagere school in Bovensmilde. Bij De Punt kapen Molukkers een trein. Bij de bestorming op 11 juni door mariniers komen twee passagiers en, op twee na, alle gijzelnemers om. Op hetzelfde moment bezetten Molukkers ook een basisschool in Bovensmilde. Bij de bestorming vallen geen gewonden.
- 13 maart 1978: gijzeling provinciehuis Assen. In Assen bezetten drie Molukkers het provinciehuis. Een dag later wordt de gijzeling beëindigd door de Bijzondere Bijstandseenheid. Ambtenaar Ruimtelijke Ordening Co de Groot wordt geëxecuteerd door Nunu Leatemia en Gedeputeerde Jack Trip raakt gewond bij de bevrijdingsactie en overlijdt later in het ziekenhuis.
- september 2000: Molukse jongeren bedreigen minister-president Wim Kok en minister Jozias van Aartsen. Kok en Van Aartsen worden extra bewaakt.
- november 2000: na een documentaire over Moluks terreur in de jaren zeventig wordt Dries van Agt bedreigd en krijgt extra bewaking.

### Palestijnse acties
- 6 februari 1972: leden van de PLO plaatsen twee bommen bij verdeelstations van de Gasunie, één in Ravenstein en één in Ommen. De bom in Ommen werd op tijd ontdekt, de andere zorgde voor veel schade.
- 25 november 1973: het KLM-toestel 'Mississippi' wordt boven Irak gekaapt door Palestijnse terroristen. De passagiers worden na een omweg in Malta vrijgelaten, de bemanning pas wanneer de terroristen zich overgeven in Dubai, drie dagen nadat het vliegtuig uit Amsterdam was vertrokken. De terroristen meenden dat KLM gebruikt werd om wapens te transporteren naar Israël.
- 26 oktober 1974: de Palestijnse vliegtuigkaper Adnan Nuri gijzelt samen met een aantal medegevangenen zangkoor 'Ut captive gaudeant' in de gevangenis van Scheveningen. Nuri had samen met Sami Tamimah in maart een vliegtuig van British Airways op Schiphol laten landen en daar in brand gestoken met whisky en parfum. Na 106 uur weet de BBE (in haar eerste actie in de geschiedenis) de vier gijzelnemers te overmeesteren zonder dat er gewonden vallen.
- zomer 1974: enkele uren voordat ze de Warschau-Express wilden kapen, worden 4 Palestijnen gearresteerd door de Amsterdamse politie.
- 4 september 1976: de KLM DC-9 PH-DNM wordt, tijdens de lijndienst KL 366 van Málaga via Nice naar Amsterdam, circa 15 minuten na vertrek uit Nice (om ongeveer 22.15 uur lokale tijd) gewapenderhand gekaapt door 3 Palestijnen, die klaarblijkelijk in Málaga aan boord zijn gekomen compleet met de nodige pistolen, handgranaten en andere explosieven. De kapers wordt uiteindelijk vrijgeleide verleend naar Athene en Libië.

### Incidenten gerelateerd aan moslimfundamentalisme
Veel incidenten rond (verwachte) terroristische acties door moslimfundamentalisten in Nederland vonden plaats in 2004, tijdens een heftige periode in de Irakoorlog waaraan ook Nederland deelnam.
- 30 juni 2004: de scholier Samir Azzouz wordt gearresteerd in verband met een roofoverval. In zijn huis worden bouwtekeningen van Schiphol, de kerncentrale Borssele en de gebouwen aan het Binnenhof gevonden, waarop een groot terreuralarm volgt.
- 2 november 2004: in Amsterdam pleegt Mohammed Bouyeri de moord op Theo van Gogh. Volgens de rechtbank, die B. tot levenslang veroordeelt, werd de moord gepleegd met een terroristisch oogmerk.
- 10 november 2004: er vindt een grote anti-terreuractie plaats in Den Haag waar een wijk urenlang wordt afgesloten en uitgaand verkeer wordt gecontroleerd. Tijdens de inval wordt er onder meer een handgranaat gegooid en worden er schoten gelost.
- 31 augustus 2018: op het Centraal Station in Amsterdam steekt een 19-jarige Afghaan met een Duitse verblijfsvergunning twee Amerikaanse toeristen neer die zwaargewond raken. De dader wordt neergeschoten door de toegesnelde politie. Een dag later bevestigt de politie dat er sprake was van een terroristisch motief.[3]
- 27 september 2018: er vinden grote politie-invallen plaats in diverse steden, waarbij zeven mannen werden aangehouden. Het gaat daarbij om drie Arnhemmers, een man uit Huissen, twee mannen uit Rotterdam en een man uit Vlaardingen. Volgens het Openbaar Ministerie en de politie is met de aanhouding van de verdachten een terroristische aanslag verijdeld. Het plan van de groep was vermoedelijk om een aanslag te plegen op een groot evenement.
- 18 maart 2019: In een Utrechtse tram vindt een schietpartij plaats. Er vallen in eerste instantie drie dodelijke slachtoffers en vijf gewonden. Een vierde slachtoffer overlijdt later in het ziekenhuis aan zijn verwondingen. De 37-jarige verdachte van Turkse afkomst, Gökmen Tanis, wordt nog dezelfde dag gearresteerd. Door een briefje dat hij had achtergelaten en vanwege het feit dat de slachtoffers willekeurig zijn gekozen, gaat justitie uit van een terroristisch oogmerk.

### Revolutionaire Anti-Racistische Actie
Onderstaande acties zijn (tenzij anders vermeld) opgeëist door de Revolutionaire Anti-Racistische Actie (RaRa):
- 11 september 1984: bomaanslag op het Van Heutsz-monument in Amsterdam, die wordt opgeëist door de groep 'Koetoh Reh' (naar de versterkte kampong Kuta Rih in Atjeh waar Nederlandse troepen onder verantwoordelijkheid van Van Heutsz in 1904 een bloedbad onder de bevolking aanrichten), maar later wordt toegeschreven aan de RaRa. Een 12-jarige jongen raakt hierbij gewond.
- 5 januari 1985: bomaanslag op het huis van John Deuss (een oliehandelaar die zaken deed met Zuid-Afrika) in Berg en Dal door de terreurgroep Pyromanen tegen Apartheid, waarover vermoeden van gelieerdheid aan de RaRa bestaan. Het huis brandt deels af.
- 17 september 1985: eerste van enkele aanslagen op Makrovestigingen.
- 18 december 1986: brandbom bij Makro-vestiging in Duivendrecht.
- 10 januari 1987: brandbom bij Makro-vestiging in Nuth
- juni 1987: brandaanslagen bij een Shellstation in Nieuwegein en garagebedrijven in Alphen aan den Rijn die Shellproducten verhandelen.
- 18 maart 1990: brandaanslagen bij de marechaussee-kazernes in Oldenzaal en Arnhem.
- 25 maart 1990: bomaanslag bij het ministerie van Justitie in Den Haag.
- 12 november 1991: bomaanslag op het woonhuis van de toenmalige staatssecretaris van Justitie Aad Kosto en tevens op het ministerie van Justitie in Den Haag.
- 1 juli 1993: bomaanslag op Dienst Inspectie Arbeidsverhoudingen (DIA) van het ministerie van Sociale Zaken.

### Acties door anderen
- 7 november 1921: een bomaanslag op het huis van majoor H.D.R. Verspijck, lid van de krijgsraad die dienstweigeraar Herman Groenendaal had veroordeeld. Voor de aanslag werden vier jonge anarchisten veroordeeld: Leendert van der Linde, Piet Kooijman, Cornelis Eekhof en Jo de Haas. De laatste werd in hoger beroep vrijgesproken.[4]
- 23 mei 1938: bomaanslag op Jevhen Konovalets in Rotterdam door Pavel Soedoplatov.[5]
- februari 1972: de Rode Jeugd pleegt een bomaanslag op Evoluon in Eindhoven. Ook worden die maand aanslagen gepleegd op vestigingen van Philips in Baarn, Hilversum en Rotterdam.
- oktober 1972: de Rode Jeugd laat twee bommen af gaan, één bij het Holiday Inn Hotel in Utrecht, een tweede bij een Amerikaanse bank in Rotterdam gericht tegen de ambtswoning van burgemeester Herman Bernhard Jan Witte en de auto van hoofdcommissaris J. Odekerken. Ook wordt dat jaar een aanslag gepleegd op het kantoor van weekblad Groot-Eindhoven.
- 13-17 september 1974: 3 leden van de terreurgroep het 'Japanse Rode Leger' gijzelen de Franse ambassadeur in Den Haag en 10 medewerkers om medestrijder Yutaka Furuya uit de gevangenis van Parijs los te krijgen. Aan het begin van deze gijzeling in de Franse ambassade is een vuurgevecht waarbij de politieagenten Piet Springer en Joke Remmerswaal gewond raakten. De terreurgroep krijgt daarop Furuya, een losgeld van 300.000 dollar en een vrijgeleide middels een KLM-toestel naar Damascus. Prinsjesdag, dat ook plaatsvindt in de Ridderzaal op slechts enkele honderden meters van de plaats van de gijzeling, wordt zonder feestelijkheden afgewerkt.
- 20 september 1977: de RAF ontvoert de Duitse werkgeversvoorzitter Hanns Martin Schleyer uit Keulen naar Scheveningen en schiet hem later dood in Mulhouse. Peter-Jurgen Boock, het brein achter de ontvoering, moest naar later bleek in Nederland een 'volksgevangenis' voor 'klassenvijanden' uit Duitsland stichten. Tijdens een vuurgevecht met de daders raakt een agent zwaargewond.
- 22 maart 1979: de Britse ambassadeur sir Richard Sykes en zijn bediende Karel Straub worden in Den Haag doodgeschoten, vermoedelijk door de IRA.
- 12 oktober 1979: Ahmed Benler, de zoon van de Turkse ambassadeur wordt doodgeschoten door een Armeense groepering terwijl hij in zijn auto staat te wachten voor een rood verkeerslicht bij een kruispunt in Den Haag. De actie wordt opgeëist door zowel de ASALA als de JCAG.
- April, mei, juni 1982: Eugène B. en René P. plegen onder de naam Rood Aktie Front Nederland brandbomaanslagen op het Trosgebouw aan de Joh. Gerardtsweg te Hilversum, een loopbrug bij het Hilversumse NS-station, een Shellshop aan het Erfgooiersplein te Hilversum, het woonhuis van Meindert Leerling en het woonhuis van journalist Hans Knoop. Beiden worden gearresteerd op 5 juli 1982. Eugène B. komt in januari 1983 als zeventienjarige voor de kinderrechter en wordt in een besloten zitting veroordeeld conform de eis van de officier van Justitie.[6]
- 1 juli 1982: mislukte aanslag op de auto van Kemalettin Demirer, de Turkse consul in Rotterdam, door de Armeense terreurbeweging Armeense Rode Leger, waarvoor later Penyemin Evingulu wordt veroordeeld.
- 5 juli 1982: bomaanslag op de Gemeentelijke Dienst Herhuisvesting in Amsterdam door het Militant Autonomen Front.
- 31 juli 1982: bomaanslag op het PvdA-hoofdkantoor van Amsterdam door het Militant Autonomen Front.
- 11 februari 1983: bomaanslag op het Franse consulaat in Amsterdam door het Militant Autonomen Front.
- 12 mei 1983: bomaanslag op het kantoor van de PSP in Tilburg. Later wordt hiervoor Martijn Freling (CP'86) opgepakt, maar deze wordt vrijgesproken.
- 24 april 1984: aanslag met een brandbom op het Turkse consulaat in Deventer.
- 5 op 6 november 1985: geplande bomaanslag op het huis van de Amsterdamse burgemeester Ed van Thijn door 'Autonome Cellen Nederland' nadat kraker Hans Kok in een politiecel overlijdt. De bommen gaan niet af.
- februari 1986: bomaanslag op het kantoor van de Nederlands Christelijk Werkgeversverbond in Den Haag door het Rood Revolutionair Front (RRF; gericht tegen gemeentelijke diensten). Andere activiteiten van het RRF (actief van 1984 tot 1986) waren in Den Haag aanslagen op een politiekantoor, een benzinepomp van Texaco, het hoofdkantoor van Neratoom (18 mei 1986), een kantoor van de Europese Politieke Samenwerking en een kantoor van Shell en in Amsterdam op een kantoor van American Express.
- In 1986 werden door de actiegroep ‘Ins Blaue Hinein’ bommen geplaatst bij het bureau van de organisatie die de Olympische Spelen van 1992 naar Amsterdam wilde halen. Het actiecomité 'Geen Olympische Spelen in Amsterdam' nam geen afstand van deze aanslagen.[7]
- 29 maart 1986: brandaanslag door extreemlinkse activisten op een hotel in Kedichem waar politicus Hans Janmaat en de extreemrechtse partij CP'86 vergaderen. Janmaats vrouw Wil Schuurman raakt hierbij invalide.
- 1 mei 1988: liquidatie van een Britse soldaat door de IRA in Roermond, twee andere Britse soldaten komen om door een autobom in Nieuw Bergen.
- Oktober en december 1989: bomaanslagen van de ETA op verschillende Spaanse, diplomatieke vestigingen in Den Haag.
- 27 mei 1990: aanslag door de IRA in Roermond
- 30 juni 1990: bomaanslag bij het Auroragebouw aan de Overtoom te Amsterdam, opgeëist door de ETA.
- 6 juli 1990: bomaanslag bij de Banco de Viscaya op de Herengracht te Amsterdam, opgeëist door de ETA.
- 2 januari 1996: bomaanslag op de Banque Paribas in Arnhem als protest tegen de Franse kernproeven in de Grote Oceaan.
- 16 februari 1999: enkele Koerden gijzelen de vrouw van de Griekse ambassadeur, haar achtjarige zoon en een Filipijnse bediende in Den Haag, vanwege de arrestatie van Abdullah Öcalan. Na 24 uur wordt de gijzeling vrijwillig beëindigd.
- 6 augustus 2000: het dierenbevrijdingsfront pleegt een aanslag op nertsenfokkerij in Barchem.
- 28 maart 2001: het dierenbevrijdingsfront sticht brand in de varkensslachterij Dumeco in Boxtel.
- Juni 2001: het huis van Tweede Kamerlid Annet van der Hoek in Franeker wordt beschoten na een voorstel over gedwongen opname van psychiatrische patiënten. Zij wordt tevens bedreigd.

### Andere terrorismegerelateerde incidenten
- 22 september 1977: RAF-terrorist Knut Folkerts schiet bij zijn aanhouding in Utrecht hoofdagent Arie Kranenburg dood en verwondt agent Leen Pieterse zwaar.
- 1 november 1978: bij een schietincident in Kerkrade worden tijdens een paspoortcontrole de Nederlandse douanebeambten Dyonisius de Jong en Johannes Goemans door twee RAF-terroristen gedood.
- maart 2001: Tweede Kamerlid Nebahat Albayrak wordt bedreigd door enkele Koerden en wordt extra bewaakt.
- 27 september 2001: de Coen- en Zeeburgertunnel in Amsterdam en de Botlek- en de Beneluxtunnel in Rotterdam worden volledig afgesloten. De politie en het leger werden bij de tunnels ingezet na een gedetailleerde beschrijving van aanslagen in een anonieme brief.[8]
- 16 juli 2004: er geldt in Nederland een terreuralarm. Erg spraakzaam is het kabinet er niet over.
- 3 november 2005: een 21-jarige vrouw wordt in Rijswijk opgepakt wegens mogelijke betrokkenheid bij terroristische activiteiten, maar wordt later vrijgelaten wegens gebrek aan onderzoeksresultaat.
- 12 maart 2009: in Nederland worden zeven Nederlanders van Marokkaanse afkomst gearresteerd, die ervan worden verdacht een terroristische aanslag te hebben willen plegen op IKEA en andere winkels in Amsterdam Zuidoost. Alle zeven worden de volgende dag alweer vrijgelaten.
- 23 november 2010: in Amsterdam worden drie Marokkaanse Nederlandse verdachten opgepakt; in België, Duitsland en Oostenrijk worden nog eens zeven verdachten opgepakt op verdenking van het beramen van een terroristische aanslag in België.
- 27 februari 2016: vijf mannen plegen een aanslag met molotovcocktails op een moskee in Enschede. Op het moment van de aanslag waren ongeveer 30 personen aanwezig in de moskee. Er vallen geen slachtoffers. De vijf worden veroordeeld door de rechtbank.[9]
- 5 mei 2018: Malek F. steekt in op willekeurige mensen in Den Haag. Volgens het Openbaar Ministerie (OM) was het aanvankelijk de bedoeling van F. om een kerk in te gaan en daar mensen neer te steken, maar hij stond twee keer voor een dichte deur. Het OM legde hem geweld met terroristisch motief ten laste, maar de rechter oordeelde dat zijn daad voortkwam uit een paranoïde psychose, verklaarde hem ontoerekeningsvatbaar en legde tbs op.[10]
- 20 augustus 2022: extreemrechtse terroristen plegen een aanslag op een Islamitisch centrum in Veldhoven door brand te stichten.[11]

## Opruiing tot het plegen van terroristische misdrijven
In de "Context-zaak" zijn in december 2015 in Nederland diverse mensen veroordeeld wegens opruiing tot het plegen van terroristische misdrijven.